# موتوری ناگایو
موتوری ناگایو (انگلیسی: Nagayo Motoori; ۴ آوریل ۱۸۸۵ – ۱۴ اکتبر ۱۹۴۵) آهنگساز اهل ژاپن بود.